# Gordon Haskell
Gordon Haskell (Verwood, 27 de abril de 1946 – 15 de octubre de 2020) fue un músico, cantante y compositor británico.

## Biografía
Haskell nació en Verwood y conoció en la escuela a Robert Fripp, futuro guitarrista de la banda de rock progresivo King Crimson. Ambos tocaron en una banda local llamada League of Gentlemen, antes de emprender sus carreras como músicos profesionales. Haskell logró reconocimiento como bajista en la banda The Fleur de Lys y más adelante estuvo en King Crimson durante un breve periodo de tiempo, participando en la grabación de los discos In the Wake of Poseidon y Lizard. Acto seguido continuó su carrera como solista, obteniendo el reconocimiento internacional con su canción de 2001 "How Wonderful You Are", seguida del álbum ganador del disco de platino Harry's Bar.
El músico falleció de cáncer el 15 de octubre de 2020 a los setenta y cuatro años.

## Discografía

### Como solista
- 1969 - Sail my Boat
- 1971 - It Is And It Isn't
- 1979 - Serve at Room Temperature
- 1990 - Hambledon Hill
- 1992 - It's Just a Plot to Drive You Crazy
- 1996 - Butterfly in China
- 2000 - All In The Scheme Of Things
- 2001 - Look Out
- 2002 - Harry's Bar
- 2002 - Shadows On The Wall
- 2004 - The Lady Wants To Know
- 2010 - One Day Soon
- 2020 - The Cat Who's Got The Cream

### Fleurs De Lys

#### Sencillos
- 1966 : "Circles" / "So Come On" - Immediate Records
- 1966 : "Mud In Your Eye" / "I've Been Trying" - Polydor Records
- 1967 : "I Can See The Light" / "Prodigal Son" - Polydor Records
- 1968 : "Gong with the Luminous Nose" / "Hammer Head" - Polydor Records

#### Recopilatorios
- 1996 : Les Fleurs De Lys
- 1997 : Reflections - Blueprint Records (4) – BP256CD
- 2002 : Les Fleurs De Lys - Reedition of the first compilation album
- 2013 : You've Got To Earn It - Acid Jazz Records AJXLP324

### King Crimson
- 1970 : In the Wake of Poseidon - voz en "Cadence and Cascade"
- 1970 : Lizard - bajo y voz